# Beyuk-Kyshlag
Beyuk-Kyshlag (ryska: Беюк Кышлак, azerbajdzjanska: Böyük Qışlaq) är en ort i Azerbajdzjan.   Den ligger i distriktet Tovuz Rayonu, i den västra delen av landet, 400 kilometer väster om huvudstaden Baku. Beyuk-Kyshlag ligger 1 510 meter över havet och antalet invånare är 2 758.
Terrängen runt Beyuk-Kyshlag är kuperad. Närmaste större samhälle är Çatax, 2,1 kilometer nordost om Beyuk-Kyshlag. 
Trakten runt Beyuk-Kyshlag består i huvudsak av gräsmarker. Runt Beyuk-Kyshlag är det ganska tätbefolkat, med 70 invånare per kvadratkilometer.